# King William Island
King William Island (vormals: King William Land; Inuktitut: Qikiqtaq) ist eine, im arktischen Norden Kanadas gelegene, dünn besiedelte Insel.

## Geographie

### Lage
King William Island liegt im Territorium Nunavut (Region Kitikmeot) und ist Teil des Kanadisch-arktischen Archipels. Sie befindet sich gut 250 km nördlich des Polarkreises im südlichen Arktischen Ozean.
Vom nächstgelegenen Teil des nordamerikanischen Festlandes, der südlich benachbarten Adelaide-Halbinsel, wird die Insel durch die Simpson Strait (an ihrer schmalsten Stelle nur gut fünf Kilometer breit) und die Storis Passage getrennt. Östlich von King William Island liegt die große Halbinsel Boothia, jenseits von Rae Strait und James Ross Strait. Im Westen trennt die Victoria Strait von der Victoria-Insel. Die Nordküste von King William Island grenzt an einen größeren Bereich offener See, den  McClintock-Kanal, der von der gut 150 km weiter nördlich gelegenen Prince-of-Wales-Insel abgeschlossen wird (s. Karte).
Vor den Küsten King William Islands liegen zahlreiche kleinere Inseln und Inselgruppen, unter denen die Royal-Geographical-Society-Inseln sowie Matty Island und die Tennent Islands zu den wichtigsten zählen.

### Geologie
King William Island wird aus geologischer Sicht allgemein als Teil des Kanadischen Schildes betrachtet, teilweise aber auch einer separaten geologischen Provinz „Arktische Plattform“ zugerechnet. Das Grundgestein der Insel stammt aus den erdgeschichtlichen Perioden Ordovizium und Silur im Zeitalter des Paläozoikums; es ist also etwa 400 bis 500 Millionen Jahre alt.
Die Oberflächenform der King-William-Insel ist ein Ergebnis der Würmeiszeit (in Nordamerika als „Wisconsineiszeit“ bezeichnet), die vor etwa 10.000 Jahren endete. Die Insel lag damals – wie praktisch das gesamte heutige Kanada – vollständig unter Gletschereis. Insbesondere ihre unzähligen durch das Schmelzwasser gebildeten Seen, aber auch deutlich erkennbare Grundmoränen, glaziale Rinnen und Oser (durch Gletscherwasser gebildete Aufschüttungen) zeugen überall von dieser Periode. Bemerkenswert ist auch, dass das Gebiet der Insel während der letzten Vereisung aufgrund des enormen Gewichtes des auf ihm lastenden Eises zeitweise mehr als 200 m tiefer lag als heutzutage und sich erst nach dem Rückzug der Gletscher langsam wieder gehoben hat. Vor dieser Hebung lag die Insel vollständig unterhalb des Meeresspiegels und ist somit erdgeschichtlich betrachtet relativ jung.

### Topografie
King William Island umfasst eine Fläche von 13.111 km² und ist damit etwas größer als das Bundesland Tirol oder etwas kleiner als Schleswig-Holstein. Die Insel misst von Ost nach West etwa 175 km sowie vom nördlichsten zum südlichsten Punkt ca. 160 km. Die Gesamtlänge der Küsten der Insel beträgt knapp 1.300 km. Das Terrain ist überwiegend leicht hügelig – ihr höchster Punkt liegt lediglich 141 m über dem Meer – und von unzähligen Seen durchsetzt. Zudem haben die großen Schmelzwassermengen der kurzen arktischen Sommer ein Netz von zahllosen Flüssen und Bächen entstehen lassen. So wie das Inselinnere durch den ständigen Kontrast von Land und Binnengewässern geprägt wird, sind auch die Küsten sehr stark gegliedert durch eine permanente Abfolge von Halbinseln (wie z. B. die Gibson Peninsula, der östlichste Teil von King William Island) und Landzungen, Förden (z. B. das über 25 km tief in die Insel eingeschnittene Collinson Inlet) und Buchten.

### Klima
King William Island liegt in der Zone des polaren Tundraklimas (nach der von Köppen entwickelten Klassifikation). Das Klima ist durch kühle Sommer und extrem kalte Winter geprägt und insgesamt sehr trocken. Temperaturen unter dem Gefrierpunkt können in jedem Monat eines Jahres auftreten; lediglich der Juli und der August sind weitgehend frostfrei. Die Insel weist in der Regel ab der zweiten Septemberhälfte eine geschlossene Schneedecke auf, die bis in den Frühsommer bleibt. Im Boden herrscht Permafrost. Die See rund um King William Island ist mit Ausnahme weniger Wochen im Spätsommer das ganze Jahr über zugefroren.
Die durchschnittliche Höchsttemperatur (gemessen in Gjoa Haven) beträgt im Juli 12,1 °C und im Februar −30,7 °C, die durchschnittliche Tiefsttemperatur liegt im Juli bei 3,8 °C sowie im Januar bei −37,1 °C. Der durchschnittliche jährliche Niederschlag beträgt lediglich 192 mm.

### Flora und Fauna
King William Island wird der Ökoregion „Nördliche Arktis“ (nach kanadischer Klassifikation) zugerechnet. Dieser Typus Lebensraum ist geprägt durch das äußerst kalte und sehr trockene Klima, Schnee fast das ganze Jahr hindurch, beinahe 24 Stunden Tageslicht in den Sommermonaten gegenüber fast völliger Dunkelheit im Winter und eine flache karge Landschaft mit Permafrostböden. Entsprechend können sich in diesem Umfeld nur relativ wenige, den extremen Bedingungen anpasste Tier- und Pflanzenarten behaupten.
Die Vegetation wird vor allem durch baumlose Tundra geprägt, wobei der Norden der Insel generell noch spärlicher bewachsen ist als der südliche Teil. Die Insel liegt viele hundert Kilometer nördlich der Waldgrenze; Gräser, Flechten und kleinwüchsige Büsche sind die dominierenden Pflanzen. Zudem existieren aufgrund des harschen Klimas besonders im Norden der King-William-Insel Landstriche, die praktisch überhaupt keinen Bewuchs aufweisen, sondern reine Sand- und Gerölllandschaften darstellen.
Auf King William Island finden sich viele für die arktische Tierwelt typische Arten, darunter der Eisbär und der Polarfuchs. Die umliegenden Gewässer weisen eine besonders große Vielfalt an Fischen und Meeressäugern (darunter Belugas und Narwale) auf. Während der kurzen Sommermonate kommen vom weiter südlich gelegenen Festland große Karibuherden auf die Insel, um hier zu weiden.

## Geschichte
King William Island war bereits vor ihrer Entdeckung durch europäische Seefahrer seit langem durch Inuit vom Volk der Netsilik besiedelt gewesen. 1830/31 erreichte erstmals eine britische Expedition unter Leitung von Sir John Ross die Nordküste der Insel. Ross benannte sie nach seinem König Wilhelm IV., der in jenem Jahr gerade den Thron des britischen Empires bestiegen hatte. Allerdings lautete der Name zunächst noch „King William’s Land“, da Ross noch nicht erkannte, dass es sich um eine Insel handelte.
Im Jahr 1837 erreichten die in Diensten der Hudson’s Bay Company (HBC) stehenden Peter Warren Dease (1788–1863) und Thomas Simpson (1808–1840) als erste Weiße die Südküste der King-William-Insel. Im weiteren Verlauf des 19. Jahrhunderts passierten eine Reihe weiterer Expeditionen auf der Suche nach der legendären Nordwestpassage die Insel.
Die wohl berühmteste unter ihnen, die britische Franklin-Expedition, fand hier ihr tragisches Ende, als im Jahr 1846 die beiden – für die damalige Zeit – hervorragend ausgerüsteten Schiffe Erebus und Terror unter dem Kommando des Polarforschers Sir John Franklin vor der Nordküste King William Islands vom Eis eingeschlossen wurden. Franklin hatte auf der Suche nach der Nordwestpassage versucht, westlich an der Insel vorbei zu segeln, war aber bald am dichten Packeis gescheitert, das von Norden aus dem McClintock-Kanal gegen die Insel drückt. Ein Teil der schon erheblich dezimierten Besatzung verließ die weiterhin festsitzenden Schiffe nach zwei Wintern im April 1848, vielleicht wegen Krankheiten, oder weil die mitgeführten Vorräte schon verdorben waren, um sich zu einem Vorposten der HBC auf dem Festland zu retten. Die meisten Expeditionsteilnehmer verstarben aber noch während des Marsches auf der Insel und nur sehr wenige von ihnen erreichten anscheinend das nordamerikanische Festland, wo sie ebenfalls ums Leben kamen. Ab 1848 wurden von der britischen Admiralität und der Witwe Franklins Jane Griffin zahlreiche Rettungsexpeditionen ausgesandt, die die in der Arktis verschollene Crew finden sollten. Mehrere dieser Expeditionen, u. a. jene unter Francis Leopold McClintock, erreichten auch die Insel, wodurch immer genauere Kenntnisse über die Geographie der Gegend gewonnen werden konnten.
Bis 1903 gelang es keinem Schiff die Nordwestpassage auf dem Seeweg zu passieren. Erst die Expedition des norwegischen Polarforschers Roald Amundsen umsegelte die Insel ostwärts. Auch Amundsen wurde zunächst mit seinem Schiff, der Gjøa, durch starken Eisgang gestoppt. Die Expedition war gezwungen, 1903/04 und 1904/05 in einer Bucht des Rasmussen Basin an der Südostküste von King William Island (wo sich heute der Hauptort Gjoa Haven befindet) zu überwintern. Während dieses unfreiwilligen Aufenthaltes bekamen Amundsen und seine Mannschaft von den indigenen Einwohnern der Inseln althergebrachte Techniken beigebracht, die das Überleben in der Arktis ermöglichen. Durch die erfolgreiche Beendigung von Amundsens Expedition stellte sich heraus, dass eine mögliche Route der Nordwestpassage tatsächlich an King William Island vorbeiführt.
1927 eröffnete die HBC eine Niederlassung in Gjoa Haven.
Die vermutete Untergangsstelle der beiden Schiffe der Franklin-Expedition wurde im Jahr 1992 von Kanada zu einem Ort von nationaler Bedeutung, zu einer National Historic Site of Canada, erklärt.

## Bevölkerung
Trotz ihrer Größe hat die Insel lediglich knapp 1000 Einwohner. Hauptort ist das an der südöstlichen Küste gelegene Gjoa Haven (auf Inuktitut: Ursuqtuq). Eine weitere Siedlung ist der an der Simpsonstraße gelegene Weiler Gladman Point. Über 90 % der Einwohner der Insel sind Inuit. Auf der Insel werden Inuktitut und Englisch gesprochen.

## Wirtschaft und Infrastruktur
Gjoa Haven verfügt über einen lokalen Flugplatz sowie über einen Hafen. Das Flugzeug stellt für die Bewohner King William Islands die wichtigste Verbindung zur Außenwelt dar. Linienflüge der Gesellschaft Canadian North verbinden Gjoa Haven mit Cambridge Bay auf der Victoria-Insel, mit Taloyoak auf der Boothia-Halbinsel und Kugaaruk am Golf von Boothia sowie indirekt mit Nunavuts Hauptstadt Iqaluit und mit Yellowknife in den Nordwest-Territorien. Teilweise werden auch Wasserflugzeuge als Verkehrsmittel genutzt. Auf der Insel existiert, mit Ausnahme einiger unbefestigter Pisten in der direkten Umgebung des Hauptortes, kein Straßennetz. In Gjoa Haven gibt es einige Taxianbieter. Im Winter sind Motorschlitten ein viel genutztes Transportmittel.
Die wichtigsten wirtschaftlichen Aktivitäten auf der Insel umfassen Jagd und Fischerei (zu großen Teilen für den Eigenbedarf) sowie die Herstellung von Schnitzereien und Kunsthandwerk. In Gjoa Haven gibt es einen Gemischtwarenladen sowie, als einzige kommerzielle Unterkunft für Besucher der Insel, ein einfaches Hotel mit 19 Betten. Ein Teil der Einwohner findet Arbeit in staatlichen bzw. gemeinschaftlichen Einrichtungen wie Gemeindeverwaltung, Post, Schule und Gesundheitszentrum.